# Mario Castillo
Mario Alfonso Castillo Díaz (San Miguel de la Frontera, 31 de outubro de 1951) é um ex-futebolista profissional salvadorenho, que atuava como defensor.

## Carreira
Mario Castillo fez parte do elenco da histórica Seleção Salvadorenha de Futebol da Copa do Mundo de 1982. 